# 桃林堂
桃林堂（とうりんどう）は、大阪府八尾市に本店を置く和菓子屋。1925年（大正14年）創業。もとは八尾寺内町に近い集落の一角にある古い住宅（後述）を創業家が買い取り、和菓子作りを始めた。屋号は「桃花源記」に由来する。
「株式会社桃林堂」と「與兵衛桃林堂」（よへいとうりんどう）があり、同じ創業家（板倉家）が経営しているものの、両者は別経営である。

## 株式会社桃林堂
1964年（昭和39年）に南山本小学校の隣に「桃林堂 陌草園」（とうりんどう はくそうえん：現在の本社）を開園した。
現在は八尾と東京に6店舗を構える。

### 店舗
- 桃林堂 陌草園（本社・工場）
- 近鉄八尾駅前店
- JR八尾店
- 山本駅前店
- 東京・青山店・桃林堂画廊
- 東京・上野店

### 主な菓子
- もなか大坂
- 五智菓 - 野菜（ニンジン、レンコン、シイタケ、ゴボウなど）の砂糖漬。
- 小鯛焼
- 五嵐十雨 - 皮と餡が別々に包装された最中。

など

## 與兵衛桃林堂
- 2006年（平成18年）に営業を開始した和菓子店である。

桃林堂が各地に店舗を増やす過程で創業地にあった店舗を一旦閉店していたが、従来の桃林堂の経営権を(株)桃林堂へ譲渡し、経営を分離して店舗を再開した。従来の屋号の前に創業者の名を冠している。1店舗のみ。
- 本社所在地

大阪府八尾市東本町2-5-12

### 桃林堂板倉家住宅

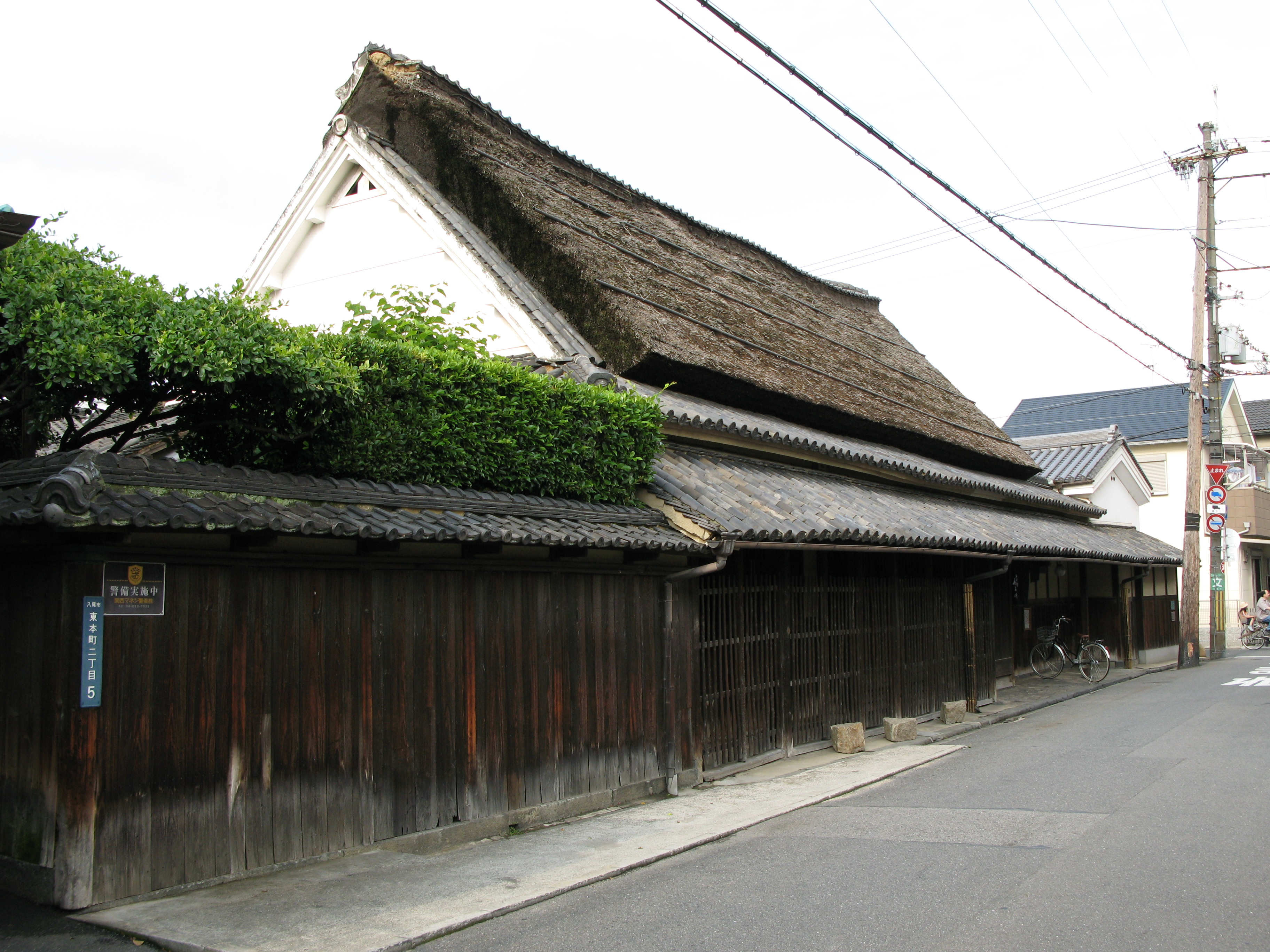
桃林堂板倉家住宅（2007年6月撮影）

桃林堂の創業地の建物で、もとは江戸時代に河内木綿を取り扱っていた問屋の町屋を創業者の板倉與兵衛が大正時代に買い取ったもの。道路に面して間口の広い大和棟茅葺き屋根・切妻造りの主屋のある住宅であり、18世紀前半頃の築とされる。
当初は土間部分を改装して桃林堂店舗として使用していたが、西武百貨店内に出店してしばらくしてからは店舗としては使用されていなかった。1999年（平成11年）に国の登録有形文化財に登録されている。
2010年（平成22年）10月から翌年3月にかけて大宇陀の職人に依頼して茅の葺き替え工事を行った。
T字路の一角に立地しており、八尾街道と立石越・おうとう越の分かれ道となる道標が脇に立っている。

## 脚註
1. ↑  河内どんこう 93号 21頁～23頁（2011年2月）NPO法人やお文化協会発行
2. ↑  板倉家住宅　河内木綿問屋旧屋敷（八尾市東本町）（NPO法人やお文化協会ウェブサイト）
3. ↑  河内どんこう 94号 15頁～19頁（2011年6月）NPO法人やお文化協会発行